# Хабло Іван Захарович
Іван Захарович Хабло (1907, Російська імперія — ?) — український радянський діяч, інженер-залізничник, міністр автомобільного транспорту Української РСР.

## Життєпис
Працював інженером на залізниці. Член ВКП(б).
До квітня 1941 року — завідувач транспортного відділу Дніпропетровського обласного комітету КП(б)У.
З квітня 1941 року — парторг ЦК ВКП(б) заводу № 452 Народного комісаріату авіаційної промисловості СРСР.
З листопада 1944 по травень 1946 року — заступник секретаря Ровенського обласного комітету КП(б)У із транспорту — завідувач транспортного відділу Ровенського обласного комітету КП(б)У.
З травня 1946 по квітень 1949 року — заступник завідувача транспортного відділу ЦК КП(б)У.
28 квітня 1949 — 27 березня 1950 року — міністр автомобільного транспорту Української РСР.
З березня до грудня 1950 року працював 1-м заступником міністра автомобільного транспорту Української РСР.
4 грудня 1950 — травень 1953 року — міністр автомобільного транспорту Української РСР.
З травня по жовтень 1953 року — 1-й заступник міністра шляхового і транспортного господарства Української РСР.
У жовтні 1953 — липні 1959 року — заступник міністра автомобільного транспорту і шосейних шляхів Української РСР.
На 1964—1965 роки — начальник Головного управління промислових підприємств Міністерства автомобільного транспорту і шосейних шляхів Української РСР.
На 1972—1973 роки — керуючий тресту «Укршиноремонт» у Києві.
Потім — персональний пенсіонер у місті Києві.

## Нагороди
- орден Вітчизняної війни ІІ ст. (29.07.1945)
- ордени
- медалі
- Заслужений працівник транспорту Української РСР (22.02.1973)